# Стародубська під'їзна колія
Стародубська під'їзна колія — приватна вузькоколійна залізнична гілка Унеча — Жеча — Стародуб, яку збудовано на Стародубщині в Чернігівській губернії від Суразького повіту до Стародубського повіту.
Унеча-Стародубський під'їзна колія — це вузькоколійна залізниця загального користування довжиною 35 км. Колія шириною 914 мм, згодом перебудована на 1520 мм трохи в іншому місці при прокладанні магістральної лінії.
Неелектрифікована. Рік відкриття: 1900.

## Історія
Залізнична гілка побудована в 1889—1900 рр. поміщиком Водинським (за іншими даними — поміщиком Гамалієм).
За допомогою стародубських купців і поміщиків пан Водинський зумів домогтися дозволу, через чернігівського губернатора, на проведення гілки по казенних землях. Але біля села Рюхове шлях проходив по землях рюхівських селян, за що їм потрібно було платити. Рюхівські селяни кілька разів судилися з поміщиком, але так і не добилися від нього сплати.
Сам Водинский мешкав у своєму будинку в Стародубі, там же знаходилися його чотири паровози, кілька пасажирських вагонів, платформ, критих товарних вагонів. Також там проводився дрібний поточний ремонт паровозів і рухомого складу. Склади поїздів були невеликі, від трьох до семи вагонів.
1903 рік — в Унечі відкрито дитячу початкову залізничну школу.
Станом на 1911 рік, на колії були наступні роздільні пункти та зупинки: станція Унеча, зупинний пункт Милушинський, станція Водинськове, зупинний пункт Оленінська (імовірно, був розташований поблизу нинішньої станції Жеча), станція Оскілкове, зупинний пункт Плотнівка, зупинний пункт Пантусовський, станція Стародуб.
До 1922 року Милушинський переїзд перейменований на Милушу, а Оленінський переїзд — на Оленіно.
Незважаючи на простоту вузькоколійного шляху, він зіграв велику роль в економічному розвитку Стародубщини.
Шлях діяв 27 років, в 1927 році гілку було перебудовано на ширококолійну у зв'язку з проведенням нової, нині існуючої магістралі, яка дещо не збігається зі старим маршрутом.
Адміністративно Стародубська під'їзна колія підпорядковувалася казенним Поліським залізницям.